# Musée canadien de la photographie contemporaine
Le musée canadien de la photographie contemporaine (MCPC) (anglais: Canadian Museum of Contemporary Photography) est le musée des arts photographiques du Canada. Fondé en 1985 et affilié au Musée des beaux-arts du Canada, il est situé au 1 Canal Rideau à Ottawa, entre le Château Laurier et le Canal Rideau.
La collection remonte à 1939, assemblée alors par la Stills Photography Division de l'Office national du film du Canada qui n'avait pas de lieu d'exposition permanent jusqu'à la création du musée. Le bâtiment, inauguré le 7 mai 1992, fut dessiné par l'architecte Michael Lundhom, qui transforma un vieux tunnel ferroviaire qui courait le long du Château Laurier. L'entrée faite de verre et de béton rappelle les colonnades conduisant au Musée des beaux-arts, elle guide le visiteur à la partie principale du musée située sous le niveau de la rue.
Le musée a fermé en 2009, et ses collections photographiques ont été transférées en 2016 à l'Institut Canadien de la Photographie (Canadian Photography Institute) nouvellement créé.

## Sources
- (en) Cet article est partiellement ou en totalité issu de l’article de Wikipédia en anglais intitulé « Canadian Museum of Contemporary Photography » (voir la liste des auteurs).